# Judith Shatin
Judith Shatin, née en 1949, est une compositrice américaine de musique classique contemporaine. Elle est professeur de musique William R. Kenan, Jr. (en) à l'Université de Virginie,. Elle est aussi fondatrice et directrice du centre de musique informatique de Virginie. Elle est diplômée du Douglass College, de la Juilliard School et de l'université de Princeton où elle a été l'élève de Milton Babbitt.

## Œuvre
- Assembly | Line #1 pour hautbois
- Bagatelle pour piano
- Baruch HaBa pour voix d'hommes
- Carreno pour piano et mezzo-soprano
- Chai Variations on Eliahu HaNavi pour piano
- Entreat Me Not To Leave Thee pour voix seule
- Fantasy on St. Cecilia pour piano
- Fasting Heart pour flûte
- L'Étude du cœur pour alto
- Meridians pour clarinette
- Penelope's Dream pour violoncelle
- Postlude pour orgue
- Round 3 pour trombone
- Ruth pour soprano
- Scirocco pour piano
- Singing Still pour flûte
- Sursum Corda pour violoncelle
- Widdershins pour piano
- 1492 pour piano amplifié et percussion
- Akhmatova Songs pour mezzo-soprano et ensemble de chambre ou piano
- Clave pour flûte, clarinette, saxophone, violon, alto, violoncelle, piano et percussion
- Doxa pour alto et piano
- Dreamtigers pour flûte et guitare
- Fantasía Sobre El Flamenco pour cuivres
- Fledermaus Fantasy pour violon et piano
- Gabriel's Wing pour flûte et piano
- Gazebo Music pour flûte et violoncelle
- Glyph pour alto, quatuor à cordes et piano ou orchestre de chambre
- Hearing the Call pour deux trompettes et deux tambours
- Houdini, Memories of a Conjurer pour violoncelle, piano, percussion et playback électronique
- Icarus pour violon et piano
- Ignoto Numine pour trio avec piano
- Ki Koleich Arev pour soprano, flûte et piano
- Lost Angels pour trompette, basson et piano
- Marvelous Pursuits pour quatuor vocal et piano
- Monument in Brass pour quintette à vent
- Ockeghem Variations pour quintette à vent et piano
- Quatrain pour violon, alto, clarinette et clarinette basse
- Ruah pour flûte et piano
- Run pour quatuor avec piano
- Secret Ground pour flûte, clarinette, violon et violoncelle
- Selah pour quatuor de voix féminines ou chœur
- Sister Thou Wast Mild and Lovely pour soprano et alto
- Spin pour flûte, clarinette, basson, violon, alto et violoncelle
- Study in Black pour flûte et percussion
- Sweet Harmony pour soprano et piano
- Teruah pour chophar, trois cors, deux trompettes, deux trombones et timbales
- The Janus Quartet, quatuor à cordes
- Three Summers Heat - Chamber pour soprano, flûte, alto et harpe
- Time To Burn pour hautbois et deux percussionnistes
- Tower of the Eight Winds pour violon et piano
- View From Mt. Nebo
- Wedding Song pour soprano et cor anglais, flûte à bec, clarinette ou alto
- Werther pour flûte, clarinette, violon, violoncelle et piano
- When the Moon of Wildflowers if Full pour flûte et violoncelle
- Wind Songs pour quintette à vent
- Arche, concerto pour violon
- Aura pour orchestre
- Jefferson, In His Own Words pour récitant et orchestre de chambre
- Piping the Earth
- Ruah, concerto pour flûte
- Singing the Blue Ridge pour mezzosoprano, baryton, orchestre et électronique
- Stringing the Bow pour orchestre à cordes
- The Passion of St. Cecilia pour orchestre
- Cherry Blossom and a Wrapped Thing; After Hokusai pour clarinette amplifiée et électronique
- Civil War Memories pour électronique
- Elijah's Chariot pour quatuor à cordes et électronique
- For The Birds pour violoncelle amplifié et électronique
- Glimmerings pour électronique
- Grito del Corazón pour ensemble de chambre, électronique et vidéo
- Hosech Al P'ney HaTehom pour électronique
- House Music pour électronique
- Kairos pour flûte et électronique
- Penelope's Song pour violoncelle ou saxophone soprano ou violon ou alto et électronique
- Sea of Reeds pour clarinette amplifiée et processeur d'effets
- Spring Tides pour flûte amplifiée, clarinette, violon, violoncelle, clavier et électronique interactive
- Three Summers Heat pour mezzo-soprano et électronique
- Follies and Fancies, opéra de chambre
- The Passion of Saint Cecilia, concerto pour piano et orchestre

## Discographie sélective
- 2012 : The Passion of Saint Cecilia, et Fantasy on Saint Cecilia, Gayle Martin Henry, piano, Orchestre philharmonique de Moravie, dir. Joel Suben. CD Ravello.